# Huedin
Huedin (ungarisch Bánffyhunyad, deutsch Heynod) ist eine Kleinstadt im Kreis Cluj in der Region Siebenbürgen in Rumänien.

## Geographische Lage
Huedin liegt im Apuseni-Gebirge (Teil der Rumänischen Westkarpaten) und ist von den Dörfern Nearșova, Domoșu und Horlacea umgeben. An der Bahnstrecke Oradea–Cluj Napoca und der Europastraße 60 gelegen, befindet sich Huedin 50 Kilometer nordwestlich von der Kreishauptstadt Cluj-Napoca (Klausenburg) entfernt.

## Bevölkerung
2002 wurden in Huedin 9439 Menschen registriert. 58,45 % davon waren Rumänen, 32,49 % Magyaren und 8,97 % waren Roma (ein Teil davon Rudari). Des Weiteren wurden drei Rumäniendeutsche und je ein Slowake und ein Ukrainer registriert. Die Anzahl der Roma steigt ständig (es sind sesshafte „Hutzigeuner“, von denen es einige zu beträchtlichem Reichtum gebracht haben).

## Geschichte
Huedin wurde im Mittelalter gegründet, zwischen 1330 und 1848 war es im Besitz des Geschlechts der Bánffy, was auch vom ungarischen Namen der Stadt angedeutet wird. 1910 waren noch 90,5 % der Bevölkerung (damals 5194) ungarisch, der Anteil der Juden betrug 20,7 %. Hinsichtlich der Religion stellten Calvinisten 57,5 % der Stadtbevölkerung.
In letzter Zeit entwickelt sich Huedin als Ausgangspunkt ökotouristischer Reisen.

## Sehenswürdigkeiten
- Die reformierte Kirche, mit einem niedrigen Turm, deren Chor 1483 errichtet wurde, hat sechs sehenswerte Fenster[4] und steht unter Denkmalschutz.[5]
- Die rumänisch-orthodoxe Kirche, ehemals griechisch-katholisch, wurde 1907–1910 errichtet.[6]

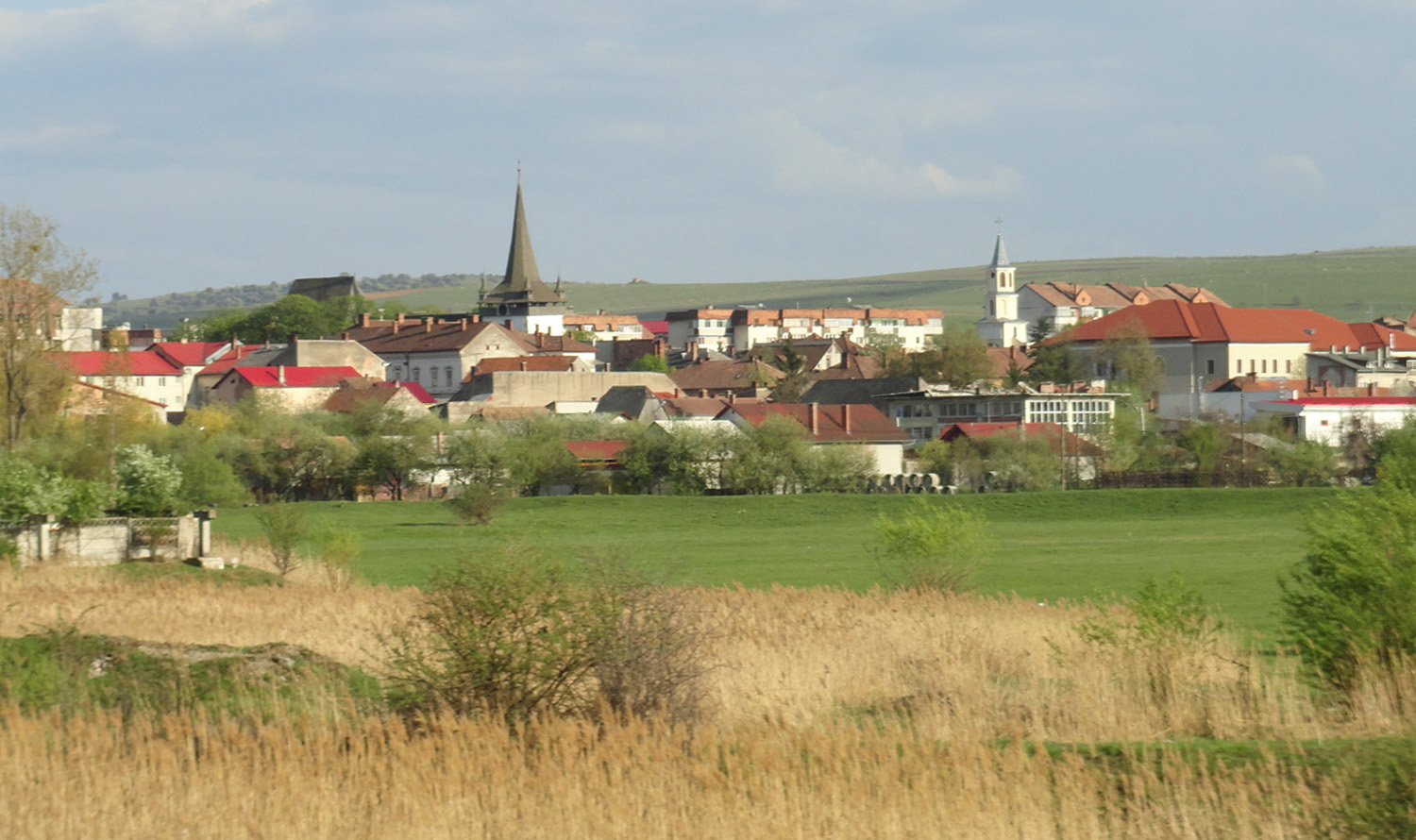
Blick auf Huedin
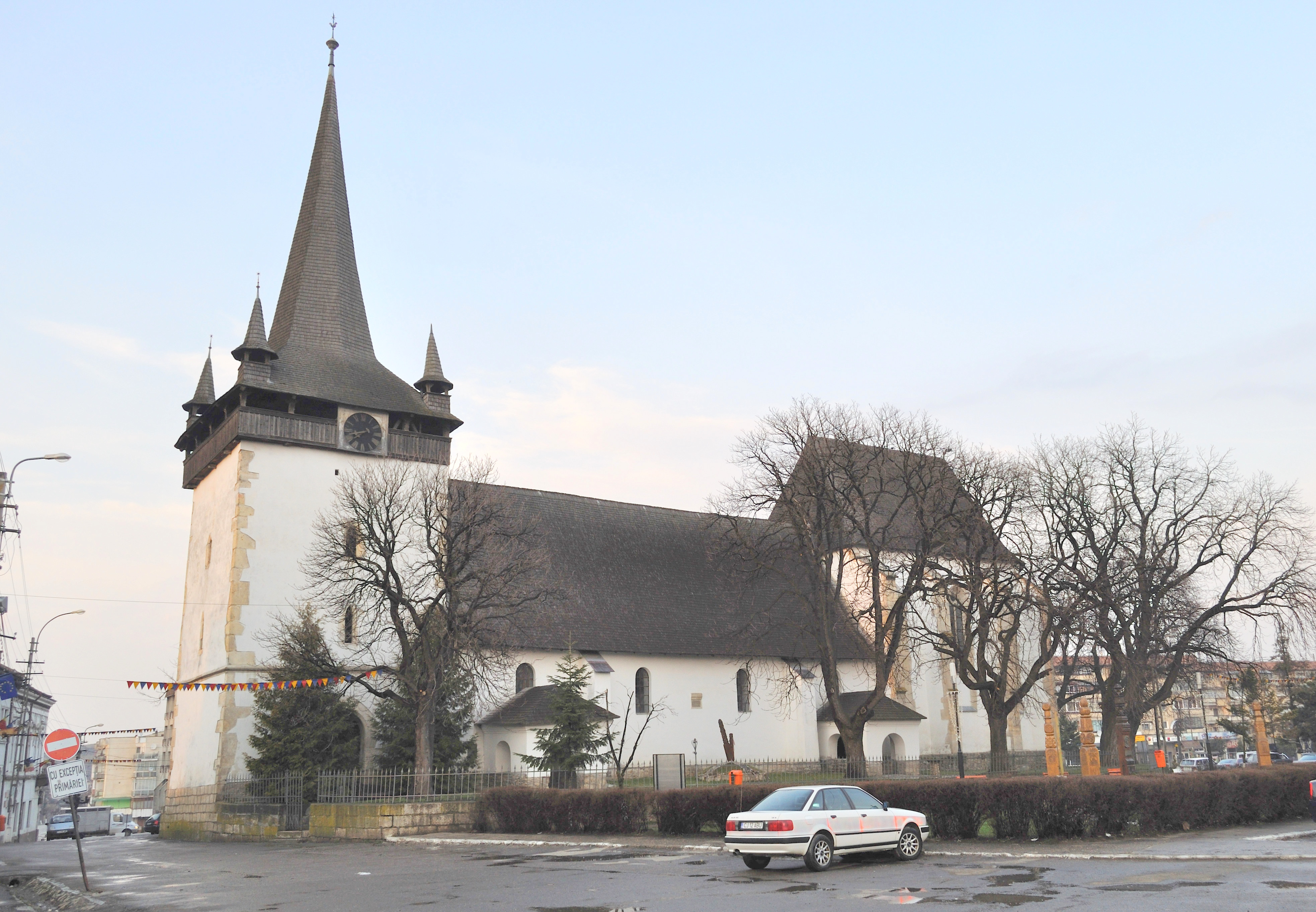
Reformierte Kirche
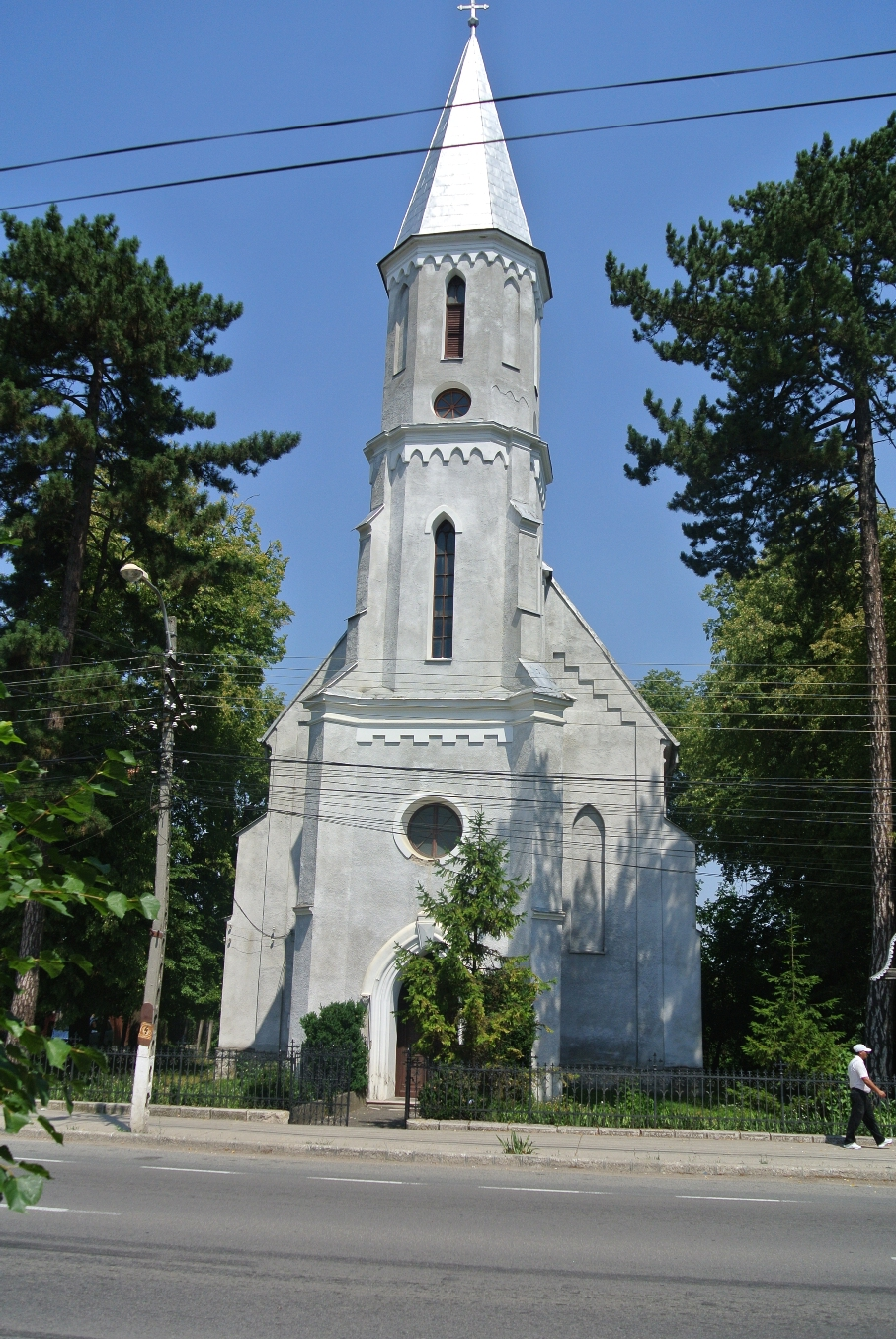
Katholische Kirche
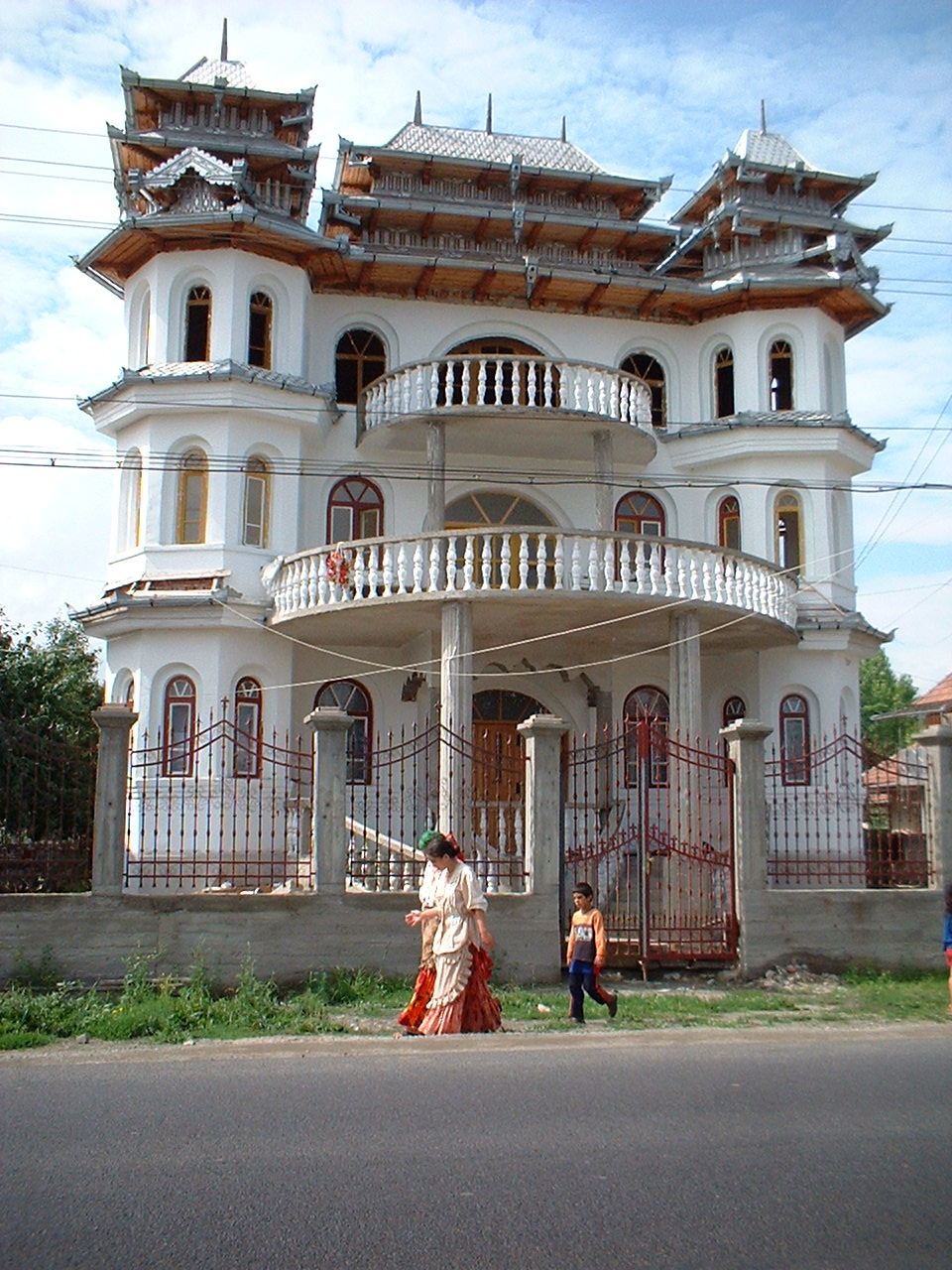
Haus einer sesshaften „Zigeuner“-Familie

## Persönlichkeiten
- Demeter Hunyadi (zwischen 1545 und 1550–1592)bedeutender Vertreter des ungarisch-siebenbürgischen Unitarismus am Ende des 16. Jahrhunderts

## Städtepartnerschaften
Huedin unterhält mit folgenden Städten Partnerschaften:
- Manthelan, Frankreich (seit 1993)
- Enying, Ungarn (seit 2005)
- Cassina de’ Pecchi, Italien (seit 2007)
- Leányfalu, Ungarn (seit 2008)
- Derecske, Ungarn (seit 2012)
- Gerasa, Jordanien (seit 2012)
- Tépe, Ungarn (seit 2017)